# Championnat d'Europe féminin de basket-ball 1938
Navigation
Hongrie 1950
Le Championnat d'Europe féminin de basket-ball 1938 est la 1re édition du Championnat d'Europe féminin de basket-ball qui s’est déroulé à Rome, dans le royaume d'Italie, du 12 octobre 1938 au 16 octobre 1938. Organisé par la FIBA. Ce sont cinq équipes qui participèrent à cette première édition, l'Équipe d'Italie remporte cette première édition, la Lituanie l'argent et la Pologne le bronze.

## Préparation de l'événement

### Désignation du pays hôte
En novembre 1937, «La Gazzetta dello Sport» annonçait que l'Italie accueillerait le premier championnat d'Europe féminin de basket-ball, une décision prise par la Fédération italienne de basket-ball . Cependant, la nouvelle reçut peu d'attention, l'article ne lui consacrant que deux lignes. Le régime fasciste souhaitait éviter les critiques internationales et se concentra donc à la fois sur l'organisation du tournoi et sur la création d'une équipe compétitive.

### Lieux de compétition
| Rome | Rome | Rome |

## Équipes participantes
L'organisation du tournoi s'est déroulée avec difficulté, faute de confirmation officielle de la participation d'autres nations, ce qui mettait en évidence l'immaturité du mouvement international et les incertitudes liées à la crainte de participer à un événement trop influencé par la propagande fasciste. Le 5 octobre, l'équipe nationale italienne s'est réunie officiellement à Rome, suivie d'un dernier match amical le 9 octobre à Rieti.
La compétition, qui s'est tenue à Rome, a vu la participation de plusieurs nations européennes : l'Italie, la France, la Lituanie, la Suisse et la Pologne. La France, considérée comme favorite, a participé avec une équipe dirigée par Paul Geist et composée d'athlètes de huit clubs, dont la célèbre Colin. La Suisse, malgré son expérience moindre, a participé avec enthousiasme, tandis que la Pologne, forte de ses succès de l'équipe masculin, était une autre favorite. La Lituanie, avec des joueurs formés aux États-Unis, a présenté une équipe dirigée par Phil Krause.
| Mode de qualification | Places | Date de qualification | Nations qualifiées | Nombre de participations |
| --------------------- | ------ | --------------------- | ------------------ | ------------------------ |
| Pays hôtes            | 1      | novembre 1937         | Italie             | 1re                      |
| Wild card             | 4      | octobre 1938          | France             | 1re                      |
| Wild card             | 4      | octobre 1938          | Lituanie           | 1re                      |
| Wild card             | 4      | octobre 1938          | Suisse             | 1re                      |
| Wild card             | 4      | octobre 1938          | Pologne            | 1re                      |

## Compétition

### Format
Dix match son joué lors de la compétition, chaque équipe s'affronte une fois. Léquipe avec le plus de matc gagne remporte la compétition. Pour départager les équipes à la fin de la compétition, en cas d'égalité de points, Les Équipes ex aequo sont classées selon les Régles Officielles du Basketball dans l'extrait D.1.3. Les équipes sont départagées suivant les critères suivants (dans l'ordre) :
1. Points
2. Résultats en face à face
3. Différence de points
4. Points marqués

### Tour unique
Détails des matchs
| 12 octobre 1938 | Rapport | Italie | 34–18 | France |  | S.G. Roma Court, Rome |

| 12 octobre 1938 | Rapport | Pologne | 24–21 | Lituanie |  | S.G. Roma Court, Rome |

| 13 octobre 1938 | Rapport | France | 43–18 | Suisse |  | S.G. Roma Court, Rome |

| 13 octobre 1938 | Rapport | Lituanie | 23–21 | Italie |  | S.G. Roma Court, Rome |

| 14 octobre 1938 | Rapport | Italie | 27–19 | Pologne |  | S.G. Roma Court, Rome |

| 14 octobre 1938 | Rapport | Lituanie | 28–10 | Suisse |  | S.G. Roma Court, Rome |

| 15 octobre 1938 | Rapport | Pologne | 34–6 | Suisse |  | S.G. Roma Court, Rome |

| 15 octobre 1938 | Rapport | Lituanie | 20–14 | France |  | S.G. Roma Court, Rome |

| 16 octobre 1938 | Rapport | Italie | 58–8 | Suisse |  | S.G. Roma Court, Rome |

| 16 octobre 1938 | Rapport | Pologne | 24–19 | France |  | S.G. Roma Court, Rome |

## Classement final
| Rang                       | Équipe   | J | V | D | PP  | PC  | Diff | Statut      |
| -------------------------- | -------- | - | - | - | --- | --- | ---- | ----------- |
| Médaille d'or, Europe      | Italie   | 4 | 3 | 1 | 140 | 68  | +72  | Tour unique |
| Médaille d'argent, Europe  | Lituanie | 4 | 3 | 1 | 92  | 69  | +23  | Tour unique |
| Médaille de bronze, Europe | Pologne  | 4 | 3 | 1 | 101 | 73  | +28  | Tour unique |
| 4                          | France   | 4 | 1 | 3 | 94  | 96  | -2   | Tour unique |
| 5                          | Suisse   | 4 | 0 | 4 | 42  | 163 | -121 | Tour unique |

| Championne d'Europe 1938 |
| · Italie · 1re titre |
| - 3 Bruna Bertolini - 4 Anna Maria Giotto - 5 Nerina Bertolini - 6 Anita Falcidieno - 7 Flaminia Theodoli - 8 Vittoria Ceriana Mayneri - 9 Giovanna Bortolato - 10 Pia Punter - 11 Piera Verri - 12 Elsa Cenci - Entraîneur : Silvio Longhi |